# Porrhoclubiona
Genre
Porrhoclubiona est un genre d'araignées aranéomorphes de la famille des Clubionidae.

## Distribution
Les espèces de ce genre se rencontrent en zone paléarctique.

## Liste des espèces

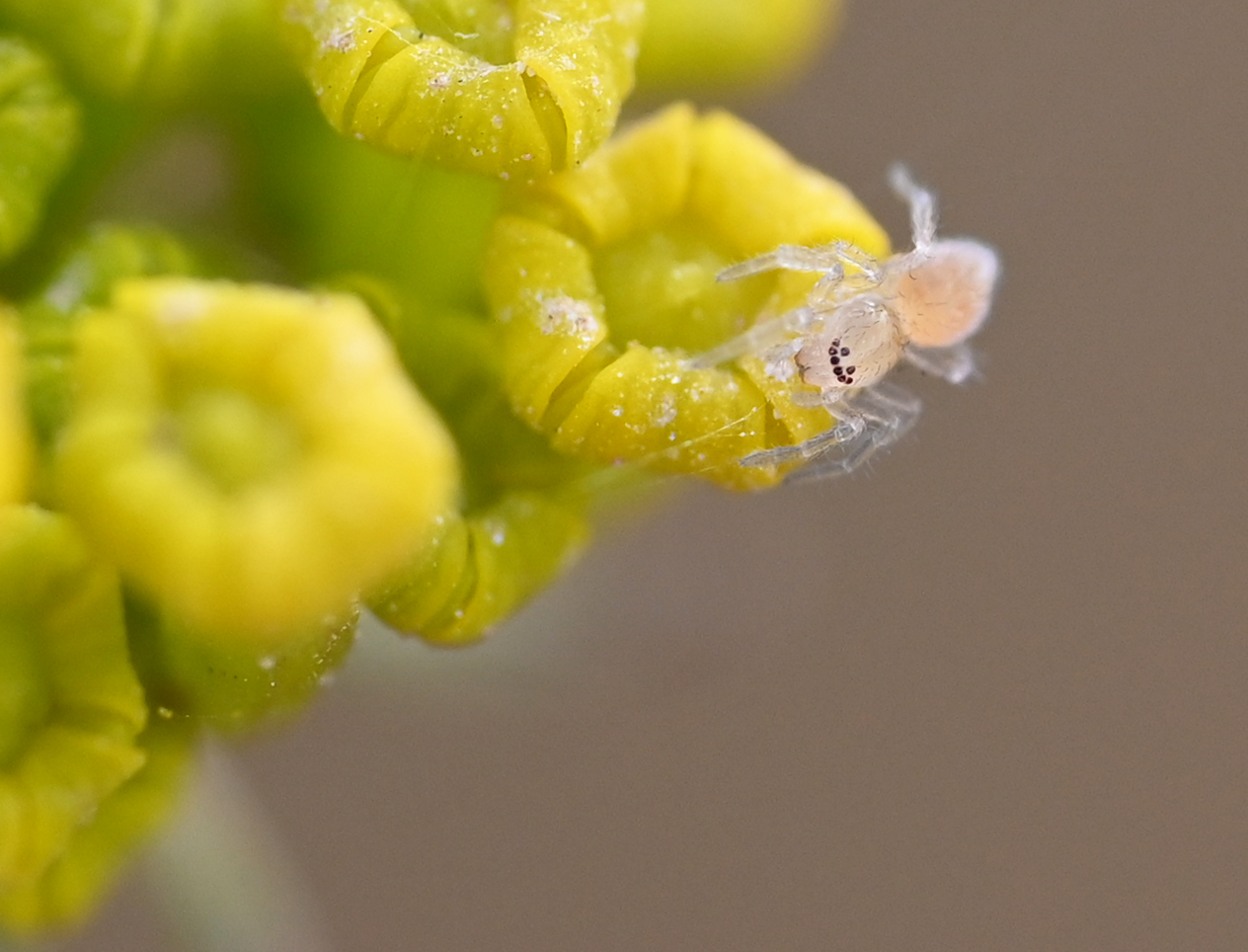
Porrhoclubiona leucaspis. Avril 2022.

Selon World Spider Catalog (version 19.5, 11/12/2018) :
- Porrhoclubiona bosmansi Marusik & Omelko, 2018
- Porrhoclubiona decora (Blackwall, 1859)
- Porrhoclubiona diniensis (Simon, 1878)
- Porrhoclubiona genevensis (L. Koch, 1866)
- Porrhoclubiona laudata (O. Pickard-Cambridge, 1885)
- Porrhoclubiona leucaspis (Simon, 1932)
- Porrhoclubiona minor (Wunderlich, 1987)
- Porrhoclubiona moradmandi Marusik & Omelko, 2018
- Porrhoclubiona pseudominor (Wunderlich, 1987)
- Porrhoclubiona pteronetoides (Deeleman-Reinhold, 2001)
- Porrhoclubiona vegeta (Simon, 1918)
- Porrhoclubiona viridula (Ono, 1989)
- Porrhoclubiona wunderlichi (Mikhailov, 1992)

## Publication originale
- Lohmander, 1944 : Vorläufige Spinnennotizen. Arkiv för Zoologi, sér. A, vol. 35, no 16, p. 1-21.